# Fou Ts'ong
Fou Ts'ong (xinès: 傅聰; pinyin: Fù Cōng (Xangai (Xina), 10 de març, 1934 - Londres (Regne Unit), 28 de desembre, 2020) va ser un pianista xinès i britànic que va ser el primer pianista del seu origen nacional a aconseguir reconeixement internacional. Va saltar a la fama després de guanyar el tercer premi i el Premi de la Ràdio Polonesa per la millor interpretació de les masurques de Chopin al V Concurs Internacional de Piano Chopin de 1955, i va romandre particularment conegut com a intèrpret de la música de Chopin.

## Joventut
Fou Ts'ong va néixer a  el 10 de març de 1934 en una família d'intel·lectuals; el seu pare era el traductor Fu Lei. Els pares de Fou, Fu Lei i Zhu Meifu, van ser perseguits durant la Revolució Cultural i es van suïcidar el setembre de 1966. Fou Ts'ong tenia un germà anomenat Fu Min.
Fou va estudiar piano per primera vegada amb Mario Paci, el fundador italià de l'Orquestra Simfònica de Xangai.

## Carrera
El 1951, Fou Ts va debutar a la seva ciutat natal de Xangai, interpretant el Concert per a piano núm. 5 de Beethoven. Posteriorment, els funcionaris de Pequín van seleccionar Fou per actuar i competir a l'Europa de l'Est. El 1953, va guanyar el tercer premi al Concurs Internacional George Enescu. Aquell any, als dinou anys, es va traslladar a Europa per continuar la seva formació a l'Escola Estatal de Música de Varsòvia (ara la Universitat de Música Fryderyk Chopin de Varsòvia) amb Zbigniew Drzewiecki. El 1955, Fou va guanyar el tercer premi i el Premi de la Ràdio Polonesa per les millors interpretacions de les masurques de Chopin al V Concurs Internacional de Piano Chopin.[13] Mentre estudiava a Varsòvia, va fer concerts a l'Europa de l'Est.

## Carrera internacional

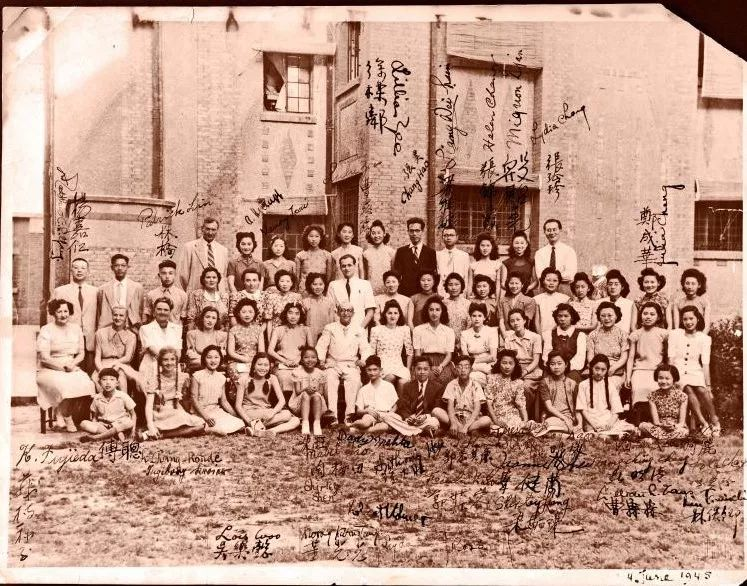
Mario Paci (segona fila al centre) amb els seus col·legues i estudiants a Xangai, 1945. A la primera fila hi ha dos dels seus estudiants més joves: Fou Ts (davant a l'esquerra) i Wu Yili (davant a la dreta).

El 1958 o 1959, Fou Ts es va establir permanentment a Londres, i aviat va començar a fer concerts a Europa i als Estats Units. El 1959, va actuar sota la direcció de Carlo Maria Giulini al Royal Albert Hall. Va debutar amb la Filharmònica de Nova York sota la direcció de Paul Paray amb el Concert per a piano núm. 2 (Op. 21) de Chopin el novembre de 1961. Harold C. Schonberg, de The New York Times, va qualificar Fou de "músic sincer", però va criticar la interpretació, qualificant la seva concepció de la peça de "pesada i de vegades incòmoda, amb poca de la gràcia, l'encant o la sofisticació que conté el fa menor de Chopin".
Fou Ts va ser nominat a un Grammy com a artista clàssic nou més prometedor el 1963 per una gravació de les sonates de Scarlatti. El 1964, va debutar en un recital al Town Hall de Nova York. El New York Times va ser més favorable en la seva crítica d'aquest recital que el seu debut amb la Filharmònica de Nova York, destacant el seu "lirisme admirable" en interpretar Mozart, Schubert i Debussy. Posteriorment va tornar a Nova York diverses vegades; en la crítica d'un recital del 1987 a l'Alice Tully Hall, Bernard Holland, de The New York Times, va descriure Fou com "un artista que utilitza els seus considerables dons pianístics en la persecució d'objectius musicals i no per a l'espectacle", i va destacar la seva "oïda sensible per al color i aquest do esquiu de la melodia, pel qual el moviment lineal s'estira i es contrau per explicar les tensions harmòniques". El 1967, Fou Ts va interpretar el Concert per a piano de Edvard Grieg amb l'Orquestra Simfònica de la BBC sota la direcció de Sir Colin Davis com a part de la Primera Nit dels The Proms. Per aquella època, també va actuar en un trio de piano amb Hugh Maguire i Jacqueline du Pré. També va actuar a Austràlia, Sud-amèrica i l'Extrem Orient.
Va romandre associat al llarg de la seva carrera amb la interpretació de Chopin, i els programes de recital de Fou Ts sovint incloïen diverses de les seves obres. En un escrit del 1960, Hermann Hesse va dir de la interpretació de Chopin per part de Fou Ts que superava els mestres anteriors, Padereweski, Fischer, Lipatti i Cortot. De fet, escoltar Fou Ts, deia, era escoltar "l'or pur" del mateix Chopin tocant. Parlant de la seva interpretació, Hesse va dir: "Respirava la fragància de les violetes, de la pluja a Mallorca i també dels salons exclusius, ressonava de malenconia i de moda, la definició rítmica era tan sensible com la dinàmica. Era una meravella". James Methuen-Campbell, a l'entrada de Fou Ts al "Grove's Dictionary", també assenyala les seves interpretacions de Debussy, Mozart i el difunt Schubert, destacant el seu "toc delicat i la seva aguda sensibilitat". La interpretació de Fou Ts va rebre elogis dels seus companys músics. El 1965, Martha Argerich va reconèixer la influència dels seus enregistraments quan va guanyar el Concurs Internacional Chopin. El 1994, els amics i companys pianistes de Fou Ts, Argerich, Leon Fleisher i Radu Lupu, van publicar conjuntament un CD titulat "L'art pianístic de Fou Ts'ong"; a les notes de la portada del CD, van declarar Fou "un dels millors pianistes del nostre temps". El pianista xinès Lang Lang ha descrit Fou Ts com un model a seguir, lloant la seva comprensió "única" de la música. Entre els seus altres enregistraments hi ha les masurques de Chopin per a Sony i el Concert per a piano núm. 7 de Mozart per a tres pianos amb Vladimir Ashkenazy, Daniel Barenboim i l'Orquestra de Cambra Anglesa.
Va ser membre del jurat del Concurs de Música Reina Elisabet el 1991, 1999, 2003, 2007, i 2010. També va formar part del jurat del Concurs Chopin el 1985 i el 2010, i del jurat del Concurs Internacional de Piano Paloma O'Shea de Santander el 2002.

## Vida personal i mort
De 1960 a 1969, Fou Ts va estar casat amb Zamira Menuhin, filla de Yehudi Menuhin, amb qui va tenir un fill. El seu matrimoni va acabar en divorci. Un breu matrimoni amb Hijong Hyun de 1973 a 1976 també va acabar en divorci. El 1987, Fou es va casar amb la pianista xinesa Patsy Toh, amb qui va tenir un fill.
Fou Ts va morir de COVID-19 a Londres el 28 de desembre de 2020, durant la pandèmia de COVID-19 a Anglaterra als 86 anys.